# Jack Noseworthy
Jack Evan Noseworthy, Jr. (21 de diciembre de 1969) es un actor estadounidense, popular por sus actuaciones en películas como Event Horizon, U-571, Barb Wire, Breakdown (película) y Killing Kennedy. También hizo un aparición en el videoclip de la canción "Always" de Bon Jovi, junto a Carla Gugino y Keri Russell. Noseworthy se ha declarado abiertamente homosexual y tiene una relación con el coreógrafo colombiano Sergio Trujillo desde 1990.

## Filmografía

### Cine y televisión
- Encino Man - 1992
- Alive: The Miracle of the Andes - 1993
- A Place for Annie - 1994
- S.F.W. - 1994
- Dead at 21 - 1994
- The Brady Bunch Movie - 1995
- Barb Wire - 1996
- Mojave Moon - 1996
- The Trigger Effect - 1996
- Breakdown - 1997
- Event Horizon - 1997
- Idle Hands - 1999
- The Sterling Chase - 1999
- The Outer Limits - 1999
- Cecil B. Demented- 2000
- U-571 - 2000
- Unconditional Love - 2002
- Undercover Brother - 2002
- Terminator 3: La rebelión de las máquinas (escena eliminada) - 2003
- Law & Order: Special Victims Unit - 2003
- Poster Boy - 2004
- Elvis - 2005
- Phat Girlz - 2006
- Pretty Ugly People - 2008
- Surrogates - 2009
- Killing Kennedy - 2013
- Julia - 2014
- Pearly Gates - 2015